# My Savior (álbum)
My Savior es el octavo álbum de estudio y el primer álbum de gospel de la cantante estadounidense Carrie Underwood. Fue lanzado el 26 de marzo de 2021 a través de Capitol Records Nashville. El álbum incluye trece pistas, con la producción de Carrie y David Garcia, quien coprodujo el sexto álbum de estudio de Carrie, Cry Pretty.

## Antecedentes y composición
Tras el lanzamiento de su primer álbum navideño, My Gift, en septiembre de 2020, en medio de la pandemia de COVID-19, Carrie decidió grabar un álbum de covers del góspel, diciendo: «Este álbum es uno que siempre he querido hacer. Esto es material heredado para mí». En enero de 2021, Carrie compartió con People: «Con todo lo que hago, solo quiero ser positivo. Y tuvimos el álbum navideño, que era tan cercano y querido para mi corazón. El año pasado fue un año difícil para todo el mundo, y creo que solo con querer ser positivo en este mundo y cantar estas canciones que me traen tanta alegría, con suerte, otros pueden ser así también y estas canciones pueden traer alegría a otros. Eso se remonta a todo lo que hago. ...solo quiero hacer cosas positivas». Ampliando aún más su razonamiento detrás de la producción de un álbum cristiano, Carrie dijo: «Ha sido una bendición hacer música como esta, música inspiradora que es cercana y querida para mi corazón. Estos dos álbumes han estado en mi lista de deseos musicales desde el comienzo de mi carrera y fueron planeados mucho antes de los eventos del año pasado, pero de alguna manera se siente como el momento perfecto para compartir estas queridas canciones con el mundo».
Bear Rinehart de Needtobreathe proporcionó voces de fondo para «Nothing but the Blood of Jesus». Carrie describió que estaba nervioso antes de pedirle a CeCe Winans que hiciera un dueto con ella para el álbum, diciendo: «Habíamos hablado de pedirle a CeCe que viniera a cantar algo conmigo. Estábamos tratando de averiguar el plan de juego, y siempre me pone muy nervioso pedirle a la gente que venga a cantar conmigo».
Carrie describió su plan original para el álbum, y luego decidió incorporar una producción más moderna, diciendo: «Mi pensamiento original fue: 'Vamos a ser súper tradicionales en todo'. Y luego nos pusimos manos a la obra. Pensé: 'Oh, cielos, muchas de estas canciones suenan igual. Debido a que muchas de ellas se escribieron hace mucho tiempo, solo había una cierta cantidad de instrumentación disponible, y obviamente no tenían la tecnología que tenemos ahora... Queríamos mantener el núcleo y el corazón fiel a lo que son estas canciones, y no queríamos 'animarlas' demasiado. Pero definitivamente queríamos hacerlos sonar realmente como si pertenecieran hace muchos años y como si pertenecieran hoy».

## Promoción
El 12 de febrero, la canción «Softly and Tenderly» estuvo disponible para streaming y compra. El 26 de febrero, «Great Is Thy Faithfulness» estuvo disponible en streaming. El 10 de marzo, «Nothing but the Blood of Jesus» se convirtió en la tercera pista disponible antes del lanzamiento del álbum. El 26 de marzo, apareció en el programa Today para interpretar dos canciones del álbum, «Just as I Am» y «Victory in Jesus», y anunció un evento de transmisión en vivo la Pascua, donde interpretará canciones del álbum en el Auditorio de Ryman. Las donaciones recaudadas durante el evento en vivo beneficiarán a Save the Children, con apariciones especiales de CeCe Winans y Bear Rhinehart.

## Recepción de la crítica
Hilary Hughes de Entertainment Weekly calificó el álbum con una «A» y elogió la producción y la escritura: «Con una estética escasa que se apoya en los arreglos acústicos y la fuerza de la voz de Carrie, la experiencia auditiva está mucho más cerca de lo que uno haría. encontrar en un servicio de la iglesia (que pasó a contar con una banda de los mejores músicos de Nashville) que el sonido masivo de sus álbumes anteriores». Riff Magazine dio una crítica positiva del álbum, escribiendo: «Para aquellos familiarizados con los temas de la música de Carrie Underwood, no es de extrañar que finalmente haya decidido grabar un álbum de estándares góspel. Su álbum más nuevo , My Savior, usa tintes de country y pop para completar el álbum de himnos tradicionales, transmitidos principalmente por la voz siempre graciosa y suave de Carrie que la impulsó a subir en las listas de éxitos hace más de 15 años». El sitio web Worship Leader elogió el álbum y escribió: «Manteniendo todo el sentimiento tradicional que ha hecho que estos himnos pasen la prueba del tiempo, Carrie logra poner su propio toque moderno en cada una de estas canciones clásicas sin perder un ápice de su importante historia». Country Universe calificó el álbum con 4 de 5 estrellas, escribiendo, «En general, My Savior logra transmitir su fe y su musicalidad en este álbum, sin perder demasiada sinceridad y corazón».

## Track listing
| My Savior |                                               |                                                   |          |  |
| N.º       | Título                                        | Escritor(es)                                      | Duración |  |
| 1.        | «Jesus Loves Me» (instrumental)               | Anna Bartlett Warner, William Batchelder Bradbury | 1:06     |  |
| 2.        | «Nothing but the Blood of Jesus»              | Robert Lowry                                      | 3:30     |  |
| 3.        | «Blessed Assurance»                           | Fanny Crosby, Phoebe Knapp                        | 3:57     |  |
| 4.        | «Just as I Am»                                | Charlotte Elliott, Bradbury                       | 3:16     |  |
| 5.        | «Victory in Jesus»                            | Eugene Monroe Bartlett                            | 4:15     |  |
| 6.        | «Great Is Thy Faithfulness» (con CeCe Winans) | Thomas Chisholm, William M. Runyan                | 4:21     |  |
| 7.        | «O How I Love Jesus»                          | Frederick Whitfield                               | 3:26     |  |
| 8.        | «How Great Thou Art»                          | Carl Boberg, Stuart K. Hine                       | 5:20     |  |
| 9.        | «Because He Lives»                            | Bill Gaither, Gloria Gaither                      | 4:47     |  |
| 10.       | «The Old Rugged Cross»                        | George Bennard                                    | 3:30     |  |
| 11.       | «I Surrender All»                             | Judson W. Van DeVenter, Winfield S. Weeden        | 3:54     |  |
| 12.       | «Softly and Tenderly»                         | Will Lamartine Thompson                           | 5:29     |  |
| 13.       | «Amazing Grace»                               | John Newton                                       | 2:56     |  |
| 48:47     |                                               |                                                   |          |  |

## Personal
Créditos adaptados de Tidal.
Músicos
- Buddy Greene – armónica (1, 3, 13)
- Carrie Underwood – voces (2–11), voces de fondo (2, 3, 5, 7, 9–11, 13), arreglo (2–7, 11)
- David Garcia – arreglo (2–7, 11), piano (2, 8, 11), voces de fondo (4), teclados (7, 8), percusión (11)
- Charlie Worsham – guitarra acústica (2, 9), mandolina (2)
- Bear Rinehart – voces de fondo (2)
- Fred Eltringham – batería (2, 5, 8–11), percusión (2, 8, 9, 11)
- Derek Wells – guitarra eléctrica (2, 5, 8–11)
- Tom Bukovac – guitarra eléctrica (2, 8)
- Charlie Judge – teclados (2, 5, 8–11)
- Jimmie Lee Sloas – guitarra bajo acústico (2, 5), bajo (8–11)
- Bryan Sutton – guitarra eléctrica (3, 4, 7, 11, 13), mandolina (7)
- Mac McAnally – guitarra eléctrica (4, 7), bouzouki (7)
- Dave Cohen – teclados (4, 7), piano (8)
- Ilya Toshinskiy – guitarra acústica (5, 8–11)
- Russ Pahl – pedal de acero (5, 8–11)
- Sari Reist – cello (6, 12)
- Gordon Mote – piano (6, 12)
- Kris Wilkinson – arreglo de cuerdas, viola (6, 12)
- Betsy Lamb – viola (6, 12)
- David Angell – violín (6, 12)
- Alicia Enstrom – violín (6, 12)
- Jun Iwasaki – violín (6, 12)
- David Davidson – violín (6, 12)
- CeCe Winans – voces (6)
- Mateus Asato – guitarra eléctrica (9, 11)
- Brett James – voces de fondo (10)
- Ivey Childers – voces de fondo (13)

Técnicos
- Joe LaPorta – masterización
- David Garcia – mezcla (1, 3); Ingeniero de grabación, editor digital, ingeniero de voz (todas las pistas)
- F. Reid Shippen – mezcla (2, 13)
- Manny Marroquin – mezcla (4, 9, 11)
- Serban Ghenea – mezcla (5–8, 12)
- Justin Niebank – mezcla (10)
- Chris Galland – ingeniero de mezcla (4, 9, 11)
- John Hanes – ingeniero de mezcla (5–8, 12)
- Drew Bollman – ingeniero de grabación (todas las pistas), ayudante de mezclador (10)
- Josh Ditty – ingeniero de grabación, ingeniero de cuerdas (6, 12)
- Michael Mechling – ayudante de mezclador (2)
- Jeremie Inhaber – ayudante de mezclador (11)
- Robin Florent – ayudante de mezclador (11)
- Scott Desmarais – ayudante de mezclador (11)
- Kyle Blunt – asistente de ingeniero de grabación
- Kam Luchterhand – asistente de ingeniero de grabación
- Ryan Yount – asistente de ingeniero de grabación (6, 12)

Diseño
- Joseph Llanes – foto de portada
- Carole Underwood – foto de portada atrás
- James White – dirección de arte